# 小行星6255
小行星6255（6255 Kuma）是一颗围绕太阳公转的小行星。1994年12月5日，中村彰正在久万高原町发现了此天体。
該小行星以日本愛媛縣的久万町命名。
这颗小行星的绝对星等为191.4265199656228等。